# Rhaphidophora schlechteri
Rhaphidophora schlechteri — вид квіткових рослин із родини Araceae, роду Rhaphidophora. Це ліана, рідним ареалом якої є Папуа Нова Гвінея, Соломонові острови.